# Wahlkreis Wiesbaden III
Der Wahlkreis Wiesbaden III (Wahlkreis 31) war bis 2003 einer von damals drei Landtagswahlkreisen im Stadtgebiet der hessischen Landeshauptstadt Wiesbaden. Aufgrund der gesunkenen Zahl an Wahlberechtigten in Wiesbaden, wurde zur Landtagswahl in Hessen 2008 die Zahl der Wahlkreise in der Stadt auf zwei verringert und das Gebiet des Wahlkreises auf die verbleibenden Wahlkreise Wiesbaden I und Wiesbaden II verteilt.
Wahlberechtigt waren bei der letzten Landtagswahl 71.050.

## Wahl 2003
| Gegenstand der Nachweisung | Gegenstand der Nachweisung | Wahlkreis- stimmen | Wahlkreis- stimmen | Landes- stimmen | Landes- stimmen |
| Bewerber                   | Partei                     | Anzahl             | %                  | Anzahl          | %               |
| -------------------------- | -------------------------- | ------------------ | ------------------ | --------------- | --------------- |
| Wahlberechtigte            | Wahlberechtigte            | 71.050             | 100,0              | 71.050          | 100,0           |
| Wähler                     | Wähler                     | 44.384             | 62,5               | 44.384          | 62,5            |
| Ungültige Stimmen          | Ungültige Stimmen          | 1.102              | 2,5                | 857             | 1,9             |
| Gültige Stimmen            | Gültige Stimmen            | 43.282             | 100,0              | 43.282          | 100,0           |
| davon                      |                            |                    |                    |                 |                 |
| Horst Klee                 | CDU                        | 22.388             | 51,7               | 21.056          | 48,4            |
| ?                          | SPD                        | 16.069             | 37,1               | 12.609          | 29,0            |
| ?                          | GRÜNE                      | 2.690              | 6,2                | 4.430           | 10,2            |
| ?                          | FDP                        | 1.793              | 4,1                | 3.404           | 7,8             |
| –                          | REP                        | –                  | –                  | 766             | 1,8             |
| –                          | Tierschutzpartei           | –                  | –                  | 303             | 0,7             |
| –                          | DIE FRAUEN                 | –                  | –                  | 94              | 0,2             |
| –                          | PBC                        | –                  | –                  | 61              | 0,1             |
| –                          | DKP                        | –                  | –                  | 72              | 0,2             |
| –                          | ödp                        | –                  | –                  | 43              | 0,1             |
| ?                          | BüSo                       | 342                | 0,8                | 96              | 0,2             |
| –                          | FAG Hessen                 | –                  | –                  | 325             | 0,7             |
| –                          | PSG                        | –                  | –                  | 21              | 0,0             |
| –                          | Schill                     | –                  | –                  | 247             | 0,6             |

## Wahl 1999
| Gegenstand der Nachweisung | Gegenstand der Nachweisung | Wahlkreis- stimmen | Wahlkreis- stimmen | Landes- stimmen | Landes- stimmen |
| Bewerber                   | Partei                     | Anzahl             | %                  | Anzahl          | %               |
| -------------------------- | -------------------------- | ------------------ | ------------------ | --------------- | --------------- |
| Wahlberechtigte            | Wahlberechtigte            | 70.875             | 100,0              | 70.875          | 100,0           |
| Wähler                     | Wähler                     | 46.102             | 65,0               | 46.102          | 65,0            |
| Ungültige Stimmen          | Ungültige Stimmen          | 767                | 1,7                | 631             | 1,4             |
| Gültige Stimmen            | Gültige Stimmen            | 45.335             | 100,0              | 45.471          | 100,0           |
| davon                      |                            |                    |                    |                 |                 |
| Horst Klee                 | CDU                        | 21.474             | 47,4               | 20.115          | 44,2            |
| Hans Michael Maus          | SPD                        | 17.832             | 39,3               | 17.328          | 38,1            |
| ?                          | GRÜNE                      | 2.555              | 5,6                | 3.161           | 7,0             |
| ?                          | F.D.P.                     | 1.426              | 3,1                | 2.198           | 4,8             |
| ?                          | REP                        | 1.940              | 4,3                | 1.875           | 4,1             |
| –                          | Die Tierschutzpartei       | –                  | –                  | 171             | 0,4             |
| –                          | DIE FRAUEN                 | –                  | –                  | 92              | 0,2             |
| –                          | PASS                       | –                  | –                  | 30              | 0,1             |
| –                          | DKP                        | –                  | –                  | 44              | 0,1             |
| ?                          | BüSo                       | 108                | 0,2                | 43              | 0,1             |
| –                          | FWG                        | –                  | –                  | 113             | 0,2             |
| –                          | PBC                        | –                  | –                  | 94              | 0,2             |
| –                          | DHP                        | –                  | –                  | 24              | 0,1             |
| –                          | NATURGESETZ                | –                  | –                  | 32              | 0,1             |
| –                          | ödp                        | –                  | –                  | 42              | 0,1             |
| –                          | NPD                        | –                  | –                  | 38              | 0,1             |
| −                          | BFB-Die Offensive          | −                  | −                  | 71              | 0,2             |

## Wahl 1995
| Gegenstand der Nachweisung | Gegenstand der Nachweisung | Wahlkreis- stimmen | Wahlkreis- stimmen | Landes- stimmen | Landes- stimmen |
| Bewerber                   | Partei                     | Anzahl             | %                  | Anzahl          | %               |
| -------------------------- | -------------------------- | ------------------ | ------------------ | --------------- | --------------- |
| Wahlberechtigte            | Wahlberechtigte            | 71.361             | 100,0              | 71.361          | 100,0           |
| Wähler                     | Wähler                     | 45.112             | 63,2               | 45.112          | 63,2            |
| Ungültige Stimmen          | Ungültige Stimmen          | 930                | 2,1                | 856             | 1,9             |
| Gültige Stimmen            | Gültige Stimmen            | 44.182             | 100,0              | 44.256          | 100,0           |
| davon                      |                            |                    |                    |                 |                 |
| Hans Michael Maus          | SPD                        | 16.909             | 38,3               | 21.762          | 46,0            |
| Horst Klee                 | CDU                        | 18.682             | 42,3               | 19.443          | 41,1            |
| ?                          | GRÜNE                      | 4.770              | 10,8               | 3.176           | 6,7             |
| ?                          | F.D.P.                     | 1.884              | 4,3                | 2.943           | 6,2             |
| –                          | ÖDP                        | –                  | –                  | 102             | 0,2             |
| –                          | GRAUE                      | –                  | –                  | 188             | 0,4             |
| ?                          | REP                        | 1.341              | 3,0                | 1.259           | 2,8             |
| ?                          | Solidarität                | 53                 | 0,1                | 17              | 0,0             |
| –                          | APD                        | –                  | –                  | 78              | 0,2             |
| –                          | DKP                        | –                  | –                  | 38              | 0,1             |
| ?                          | NPD                        | 69                 | 0,2                | 55              | 0,1             |
| –                          | DHP                        | –                  | –                  | 23              | 0,1             |
| –                          | f.NEP                      | –                  | –                  | 31              | 0,1             |
| –                          | NATURGESETZ                | –                  | –                  | 60              | 0,1             |
| ?                          | BFB                        | 189                | 0,4                | 180             | 0,4             |
| ?                          | PBC                        | 100                | 0,2                | 93              | 0,2             |
| ?                          | STATT Partei               | 185                | 0,4                | 124             | 0,3             |

## Wahl 1991
| Gegenstand der Nachweisung | Gegenstand der Nachweisung | Wahlkreis- stimmen | Wahlkreis- stimmen | Landes- stimmen | Landes- stimmen |
| Bewerber                   | Partei                     | Anzahl             | %                  | Anzahl          | %               |
| -------------------------- | -------------------------- | ------------------ | ------------------ | --------------- | --------------- |
| Wahlberechtigte            | Wahlberechtigte            | 73.057             | 100,0              | 73.057          | 100,0           |
| Wähler                     | Wähler                     | 48.525             | 66,4               | 48.525          | 66,4            |
| Ungültige Stimmen          | Ungültige Stimmen          | 1.201              | 2,5                | 837             | 1,7             |
| Gültige Stimmen            | Gültige Stimmen            | 47.324             | 100,0              | 47.324          | 100,0           |
| davon                      |                            |                    |                    |                 |                 |
| ?                          | CDU                        | 19.443             | 41,1               | 17.894          | 37,5            |
| Hans Michael Maus          | SPD                        | 21.762             | 46,0               | 20.825          | 43,7            |
| ?                          | GRÜNE                      | 3.176              | 6,7                | 3.819           | 8,0             |
| ?                          | F.D.P.                     | 2.943              | 6,2                | 3.648           | 7,6             |
| –                          | REP                        | –                  | –                  | 1.022           | 2,1             |
| –                          | DIE GRAUEN                 | –                  | –                  | 303             | 0,6             |
| –                          | ÖDP                        | –                  | –                  | 96              | 0,2             |
| –                          | PBC                        | –                  | –                  | 81              | 0,2             |

## Wahl 1987
|                   | Partei            | Anzahl | %     |
| ----------------- | ----------------- | ------ | ----- |
| Wahlberechtigte   | Wahlberechtigte   | 72.477 | 100,0 |
| Wähler            | Wähler            | 54.751 | 75,5  |
| Ungültige Stimmen | Ungültige Stimmen | 531    | 1,0   |
| Gültige Stimmen   | Gültige Stimmen   | 54.220 | 100,0 |
| davon             |                   |        |       |
| Herbert Schneider | SPD               | 22.456 | 41,4  |
| ?                 | CDU               | 22.345 | 41,2  |
| ?                 | F.D.P.            | 4.402  | 8,1   |
| ?                 | GRÜNE             | 4.747  | 8,8   |
| ?                 | DKP               | 112    | 0,2   |
| ?                 | ÖDP               | 158    | 0,3   |

## Wahl 1983
|                            | Partei            | Anzahl | %     |
| -------------------------- | ----------------- | ------ | ----- |
| Wahlberechtigte            | Wahlberechtigte   | 72.191 | 100,0 |
| Wähler                     | Wähler            | 56.767 | 78,6  |
| Ungültige Stimmen          | Ungültige Stimmen | 423    | 0,7   |
| Gültige Stimmen            | Gültige Stimmen   | 56.344 | 100,0 |
| davon                      |                   |        |       |
| Hildebrand Diehl           | CDU               | 20.832 | 37,0  |
| Herbert Schneider          | SPD               | 27.769 | 49,3  |
| Gerlinde Kessler-Chaudhuri | GRÜNE             | 2.954  | 5,2   |
| Gottfried Kiesow           | F.D.P.            | 4.860  | 8,6   |
| Ottmar Befard              | DKP               | 102    | 0,2   |
| Gerd Apfelstedt            | LD                | 247    | 0,4   |
| Rosemarie Recke            | DS                | 32     | 0,1   |
| Gabriele Liebig            | EAP               | 48     | 0,1   |

## Abgeordnete
Direkt gewählte Abgeordnete des Wahlkreises Wiesbaden III waren:
| Jahr | Direktkandidat    | Partei | (Erst-)Stimmen in % |
| ---- | ----------------- | ------ | ------------------- |
| 2003 | Horst Klee        | CDU    | 51,7                |
| 1999 | Horst Klee        | CDU    | 47,4                |
| 1995 | Horst Klee        | CDU    | 42,3                |
| 1991 | Hans Michael Maus | SPD    | 46,0                |
| 1987 | Herbert Schneider | SPD    | 41,4                |
| 1983 | Herbert Schneider | SPD    | 49,3                |
| 1982 | Herbert Schneider | SPD    | 46,8                |